# 1992年夏季奥林匹克运动会射击比赛
1992年夏季奥林匹克运动会射箭比赛在西班牙巴塞罗那外的莫列特-德尔巴列斯举行。

## 奖牌榜

### 各国奖牌榜
| 排名 | 国家／地区                | 金牌 | 银牌 | 铜牌 | 總數 |
| ---- | ------------------------- | ---- | ---- | ---- | ---- |
| 1    | 独联体（EUN）             | 5    | 2    | 1    | 8    |
| 2    | 中国（CHN）               | 2    | 2    | 0    | 4    |
| 3    | 德国（GER）               | 2    | 0    | 1    | 3    |
| 4    | 韩国（KOR）               | 2    | 0    | 0    | 2    |
| 5    | 美国（USA）               | 1    | 1    | 0    | 2    |
| 6    | 捷克斯洛伐克（TCH）       | 1    | 0    | 1    | 2    |
| 7    | 保加利亚（BUL）           | 0    | 2    | 1    | 3    |
| 8    | 独立奥林匹克参赛者（IOP） | 0    | 1    | 2    | 3    |
| 9    | 日本（JPN）               | 0    | 1    | 1    | 2    |
| 10   | 法国（FRA）               | 0    | 1    | 0    | 1    |
| 10   | 拉脱维亚（LAT）           | 0    | 1    | 0    | 1    |
| 10   | 挪威（NOR）               | 0    | 1    | 0    | 1    |
| 10   | 秘鲁（PER）               | 0    | 1    | 0    | 1    |
| 14   | 意大利（ITA）             | 0    | 0    | 2    | 2    |
| 15   | 蒙古（MGL）               | 0    | 0    | 1    | 1    |
| 15   | 波兰（POL）               | 0    | 0    | 1    | 1    |
| 15   | 罗马尼亚（ROU）           | 0    | 0    | 1    | 1    |
| 15   | 瑞典（SWE）               | 0    | 0    | 1    | 1    |
| 总计 | 总计                      | 13   | 13   | 13   | 39   |

### 男子
| 项目         | 金牌                                 | 银牌                                | 铜牌                                          |
| 10米空气手枪 | 王义夫 · 中国（CHN）                 | Sergei Pyzhianov · 独联体（EUN）    | 索林·巴比 · 罗马尼亚（ROU）                   |
| 10米空气步枪 | Yuri Fedkin · 独联体（EUN）          | 弗兰克·巴迪乌 · 法国（FRA）         | 约翰·里德雷尔 · 德国（GER）                   |
| 50米手枪     | Kanstantsin Lukashyk · 独联体（EUN） | 王义夫 · 中国（CHN）                | 朗纳·斯卡诺克 · 瑞典（SWE）                   |
| 25米手枪速射 | 拉尔夫·舒曼 · 德国（GER）            | Afanasijs Kuzmins · 拉脱维亚（LAT） | Vladimir Vokhmyanin · 独联体（EUN）           |
| 50米步枪卧射 | 李垠澈 · 韩国（KOR）                 | Harald Stenvaag · 挪威（NOR）       | Stevan Pletikosić · 独立奥林匹克参赛者（IOP） |
| 50米步枪三姿 | Hrachya Petikyan · 独联体（EUN）     | Robert Foth · 美国（USA）           | 木场良平 · 日本（JPN）                        |
| 10米移动靶   | 米夏埃尔·雅各西茨 · 德国（GER）      | Anatoli Asrabayev · 独联体（EUN）   | 卢博什·拉钱斯基 · 捷克斯洛伐克（TCH）         |

### 女子
| 项目         | 金牌                              | 银牌                                        | 铜牌                                      |
| 10米空气手枪 | Marina Logvinenko · 独联体（EUN） | 亚斯娜·舍卡里奇 · 独立奥林匹克参赛者（IOP） | Mariya Grozdeva · 保加利亚（BUL）         |
| 10米空气步枪 | 吕甲顺 · 韩国（KOR）              | Vesela Letcheva · 保加利亚（BUL）           | Aranka Binder · 独立奥林匹克参赛者（IOP） |
| 25米手枪     | Marina Logvinenko · 独联体（EUN） | 李对红 · 中国（CHN）                        | Dorjsürengiin Mönkhbayar · 蒙古（MGL）    |
| 50米步枪三姿 | Launi Meili · 美国（USA）         | Nonka Matova · 保加利亚（BUL）              | 马乌戈热塔·克西翁日凯维奇 · 波兰（POL）   |

### 开放式
| 项目  | 金牌                                    | 银牌                    | 铜牌                            |
| Skeet | 张山 · 中国（CHN）                      | Juan Giha · 秘鲁（PER） | 布鲁诺·罗塞蒂 · 意大利（ITA）   |
| Trap  | 彼得·赫尔德利奇卡 · 捷克斯洛伐克（TCH） | 渡边和三 · 日本（JPN）  | 马尔科·文图里尼 · 意大利（ITA） |

## 参赛国家
| - 阿尔巴尼亚（2） - 安道尔（1） - 阿根廷（2） - （7） - 奥地利（5） - （1） - 巴巴多斯（1） - 比利时（4） - 玻利维亚（1） - 波斯尼亚和黑塞哥维那（1） - 巴西（2） - 保加利亚（13） - 加拿大（12） - 智利（2） - 中国（20） - 中华台北（2） - 哥伦比亚（2） - 哥斯达黎加（1） - 克罗地亚（4） - 古巴（5） - 塞浦路斯（2） |  | - 捷克斯洛伐克（17） - 丹麦（7） - 厄瓜多尔（1） - 埃及（5） - 爱沙尼亚（3） - 芬兰（8） - 法国（17） - 德国（18） - 英国（7） - 希腊（3） - 危地马拉（3） - 香港（1） - 匈牙利（18） - 冰岛（1） - 印度（2） - 独立奥林匹克参赛者（8） - 伊拉克（1） - 以色列（3） - 意大利（13） - 日本（11） - 约旦（1） |  | - （2） - 科威特（2） - 拉脱维亚（2） - 列支敦士登（1） - 卢森堡（3） - 马来西亚（1） - 马耳他（1） - 墨西哥（1） - 摩纳哥（1） - 蒙古（2） - 尼泊尔（1） - 荷兰（4） - （1） - 新西兰（3） - 尼加拉瓜（1） - 朝鲜（9） - 挪威（7） - 阿曼（1） - 秘鲁（2） - 菲律宾（2） - 波兰（12） |  | - 葡萄牙（4） - 波多黎各（2） - 罗马尼亚（5） - 圣马力诺（2） - 新加坡（1） - 斯洛文尼亚（1） - 南非（2） - 韩国（12） - 西班牙（15） - 斯里兰卡（1） - 瑞典（7） - 瑞士（8） - 叙利亚（1） - 泰国（2） - 土耳其（1） - 独联体（22） - 美国（21） - （1） - 乌拉圭（1） - 越南（1） |